# Polycheria carinata
Polycheria carinata är en kräftdjursart som beskrevs av Edward Lloyd Bousfield och William Converse Kendall 1994. Polycheria carinata ingår i släktet Polycheria och familjen Dexaminidae. Inga underarter finns listade i Catalogue of Life.